# Дантеов Пакао (филм из 1924)
Дантеов пакао (енгл. Dante's Inferno) амерички је црно-бели неми хорор филм из 1924. године, редитеља Хенрија Отоа, са Полин Штарке и Ралфом Луисом, Јозефом Свикардом и Глоријом Греј у главним улогама. Представља адаптацију Пакла, дела из Божанствене комедије Дантеа Алигијерија, помешану са радњом Божићне приче Чарлса Дикенса.
Филм је објављен 7. септембра 1924, а постоје копије које су и до данас сачуване. Поједине сцене пакла искоришћене су у истоименом филму из 1935. године. Критичар Кристофер Воркман је у својој рецензији написао да филм, „упркос неколико величанствених момената, нема довољно занимљиву причу”.

## Радња
Пословни потези похлепног бизнисмена Мортимера Џада проузрокују да избезумљени човек кога је отерао у банкрот, Евгеније Крејг, почини самоубиство. Убрзо поштом добија примерак Дантеовог Пакла и почиње да га чита...

## Улоге
| Глумац          | Улога              |
| --------------- | ------------------ |
| Ралф Луис       | Мортимер Џад       |
| Винифред Ландис | госпођа Џад        |
| Вилијам Скот    | Ернест Џад         |
| Полин Штарке    | Маржори Вернон     |
| Јозеф Свикард   | Евгеније Крејг     |
| Глорија Греј    | Милдред Крејг      |
| Лоример Џонстон | доктор             |
| Лосон Бат       | Данте Алигијери    |
| Хауард Гај      | Вергилије          |
| Бад Џејмисон    | батлер             |
| Дијана Милер    | Беатриче Портинари |
| Лон Поф         | секретар           |